# 標的はひとり
『標的はひとり』（ひょうてきはひとり）は、日本のハードボイルド・推理作家大沢在昌が著した長編ハードボイルド小説、冒険小説、スパイ小説。

## 概要

### 刊行履歴
- 1987年、角川文庫より『標的はひとり』刊行。
- 1995年、カドカワノベルズより『標的はひとり』刊行。

### 形態
主人公・加瀬の一人称で語られる。

## あらすじ
ある日、私（加瀬）に電話がかかってきた。かつて関係を持った女、三津子からだった。その電話が、私の心の傷を蘇えらせる。 「成毛泰男を殺せ」 突然の大企業社長・出雲からの依頼。報酬は5000万円、そして「監視者」の除去。殺しを請け負うのは、政府の秘密暗殺機関「研修所」に所属していたとき以来であった。 断れなかった私は、姿なきテロリスト・成毛を追う。